# 藤田晃三
藤田 晃三（ふじた こうぞう、1967年11月21日 - ）は、岩手県出身の自転車競技（ロードレース）選手。

## 来歴
岩手県立大迫高等学校を経て、チーム・ブリヂストンアンカーに加入。
1992年、バルセロナオリンピック・個人ロードレースに出場し84位。
現在は第一線級の競技大会からは退いているが、市民レース級のロードレースには随時参加している。